# Batalha de Bakhmach
Batalha de Bakhmach (Bitva u Bachmače em tcheco), foi uma das últimas batalhas na Frente Oriental na Primeira Guerra Mundial entre a Entente que apoiava a Legião Tchecoslovaca, Rússia Soviética e as Potências Centrais que ocupavam a Ucrânia após o Tratado de Brest-Litovsk. A batalha durou de 8 a 13 de março de 1918, pela cidade de Bakhmach (Бахмач), hoje na Ucrânia, e foi o último confronto da Primeira Guerra Mundial para os soviéticos. Após a vitória da Legião, os alemães negociaram uma trégua.

## Prelúdio
Em 3 de março de 1918, a Rússia, controlada pelos Bolcheviques, assinou o Tratado de Brest-Litovsk com a Alemanha, no qual cedeu controle sobre a Ucrânia.
Em 8 de março, tropas alemãs chegaram a Bakhmach, um importante entroncamento ferroviário, ameaçando a Legião Tchecoslovaca com cerco. A ameaça era especialmente grave, pois legionários capturados eram sumariamente executados como traidores do Áustria-Hungria. O 6º Regimento de Fuzileiros "Hanácký" e o 7º Regimento de Fuzileiros "Tatranský", juntamente com o batalhão de assalto do Corpo de Exército Tchecoslovaco da Legião, estabeleceram defesas na cidade contra as 91ª e 224ª divisões de infantaria alemãs.

## Batalha
A batalha foi notável porque as tropas não lutaram apenas pelo entroncamento ferroviário de Bakhmach (vitória de Stanislav Čeček), mas também pela ponte sobre o rio Desna, o que levou a combates sangrentos em Doch. O ponto alto dos combates ocorreu em 10 de março. Graças à vitória da Legião, os alemães negociaram uma trégua, durante a qual trens blindados tchecoslovacos puderam passar livremente pelo entroncamento ferroviário de Bakhmach em direção a Chelyabinsk.
A Legião Tchecoslovaca (cerca de 42 000 soldados) durante a trégua se preparou para escapar da Rússia via a ferrovia Transiberiana. Exércitos da Alemanha e Áustria-Hungria então começaram a ocupar a região sem muita resistência.
Os bolcheviques consideraram a ação alemã em Bachmač uma violação dos termos do Tratado de Paz de Brest-Litovsk e ficaram do lado do povo tchecoslovaco em Bachmač contra os alemães, mas isso não ajudou significativamente.
As perdas da Legião foram: 145 mortos, 210 feridos, 41 desaparecidos. A estimativa de perdas alemãs é de cerca de 300 mortos e centenas de feridos.
Assim como na Batalha de Zborov (1917) ou na "anabase siberiana", a batalha de Bakhmach se tornou um dos símbolos das Legiões Tchecoslovacas e de sua luta pela independência.